# 小峰晃
小峰 晃（こみね あきら、1971年7月23日 - ）は日本のダンサー、振付師、ダンスインストラクターである。東京都昭島市出身。
日本大学明誠高等学校卒業。
日本大学芸術学部演劇学科在学中からクラシックバレエとジャズダンスを学び、様々なアーティストのコンサートツアーやディナーショーツアーやカウントダウンライブ等に参加。ダンスインストラクター、ストレッチインストラクターとしても活動。

## 来歴
日本大学明誠高等学校を卒業。日本大学芸術学部演劇学科演技コースに入学。日本大学芸術学部演劇科在学中にトクナガヒデカツ主宰の劇団1999QUEST (現在はX-QUESTと改名)に参加し、1992年に第四回池袋演劇祭グランプリを受賞。
同じく在学中に、クラシックバレエを長瀬信夫に師事、ジャズダンスを名倉加代子に師事し、1996年、名倉ジャズダンススタジオ第12回公演『Can't Stop Dancin' 12』(青山劇場)、1998年  名倉ジャズダンススタジオ第13回公演『Can't Stop Dancin' 13』(青山劇場)に出演。
1997年、明治生命ミュージカル『アニー』（青山劇場・全国7大都市ツアー)に出演し、伊東はじめと出会う。
1998年  松田聖子クリスマスディナーショーに出演。同年、劇団四季代表の浅利慶太が演出を行った長野オリンピック開会式において、式典で演技を披露する子供達への振付を担当した加藤敬二の振付助手を務めた。
以後、松田聖子や天童よしみ等のコンサートツアーやディナーショーツアーやカウントダウンライブに約20年に渡り参加。
同時に美容と健康のためのストレッチ教室やダンス教室を多数開講し、現在は株式会社カルチャー、伊東はじめ音楽スタジオ、ステュディオ・モン・マルシェにてステージングとストレッチのレッスンを担当。フィットネスインストラクターとして中島史恵のプロデュースするavity代官山にてレッスンを担当。Well-being（ウェルビーイング）をテーマとしたAKDancingCompany及びAKBeautyFitnessを主宰している。

## 活動歴

### ダンサー

#### ミュージカル
- 明治生命ミュージカル「アニー」全国ツアー[4]

#### ショー＆ステージ
- 松田聖子 1998年〜クリスマスディナーショーツアー／2000年〜コンサートツアー／2007年〜カウントダウンライブ
- 天童よしみ スペシャルライブ／スペシャルコンサート
- NHK歌謡コンサート 小柳ルミ子・小林幸子 バックダンサー
- 1998年 ミュージカル“サクラ大戦”〜花咲く乙女〜
- 1999年 サクラ大戦歌謡ショウ3
- 2000年 黒木瞳 クリスマスディナーショーツアー
- 2000年 松田聖子20周年記念コンサート 20th Party
- 2005年 "Yoshimi Tendo Special Summer,s Night ～こぶしのない夜 First Live～"
- 2007年 天童よしみ天童よしみ35周年スペシャルコンサート～未来へ～」
- 2010年 松田聖子30周年記念コンサート My prelude
- 2017年 天童よしみ45周年記念コンサート
- 2018年 天童よしみスペシャルコンサート VOICE
- 2019年 五木ひろし 天童よしみ 初春歌合戦 大阪新歌舞伎座
- 2022年 天童よしみ50周年記念コンサート

### モデル活動・コレクション・ファッションショー関係
- 月刊誌『BRIO』
- 桂由美　グランド・コレクションin東京

### 講師
- 伊東はじめ音楽スタジオ、ステュディオ・モン・マルシェにてステージング及びストレッチ講師。
- 株式会社カルチャー　ストレッチ教室講師。
- 昭島市公立小中学校PTA東部ブロック 『子供と親の家庭教育講座』として、母校である昭和中学校と玉川小学校にて講演。
- PTA文化行事委員会主催　秋のイベント『親子で楽しくストレッチとダンスをしよう』講演。
- 武蔵村山市公民館講座シルバー教室　『美容と健康のためのストレッチ教室』講演。